# Vladimir Smirnov (šermíř)
Vladimir Viktorovič Smirnov (* 20. května 1954 Rubižne – 28. července 1982 Řím, Itálie) byl sovětský a ukrajinský sportovní šermíř, který se specializoval na šerm fleretem. Sovětský svaz reprezentoval na přelomu sedmdesátých a osmdesátých let.
Jako sovětský reprezentant zastupoval kyjevskou šermířskou školu, která spadala pod Ukrajinskou SSR. Na olympijských hrách startoval v roce 1980 v soutěži jednotlivců a družstev v šermu fleretem a jako náhradník v družstvu kordistů. V soutěži jednotlivců získal zlatou olympijskou medaili. V 1981 získal titul mistra světa v soutěži jednotlivců. Se sovětským družstvem fleretistů vybojoval na olympijských hrách 1980 stříbrnou olympijskou medaili a s družstvem kordistů vybojoval bronzovou olympijskou medaili. Společně s Ašotem Karagjanem (kordista) je posledním šermířem, který získal dvě medaile v různých šermířských zbraních na olympijských hrách. V roce 1979 a 1981 vybojoval s družstvem titul mistra světa.
V roce 1982 na mistrovství světa družstev utrpěl v zápase s Němcem Matthiasem Behrem fatální zranění oka, kterému po týdnu v kómatu podlehl.